# ISO 6346

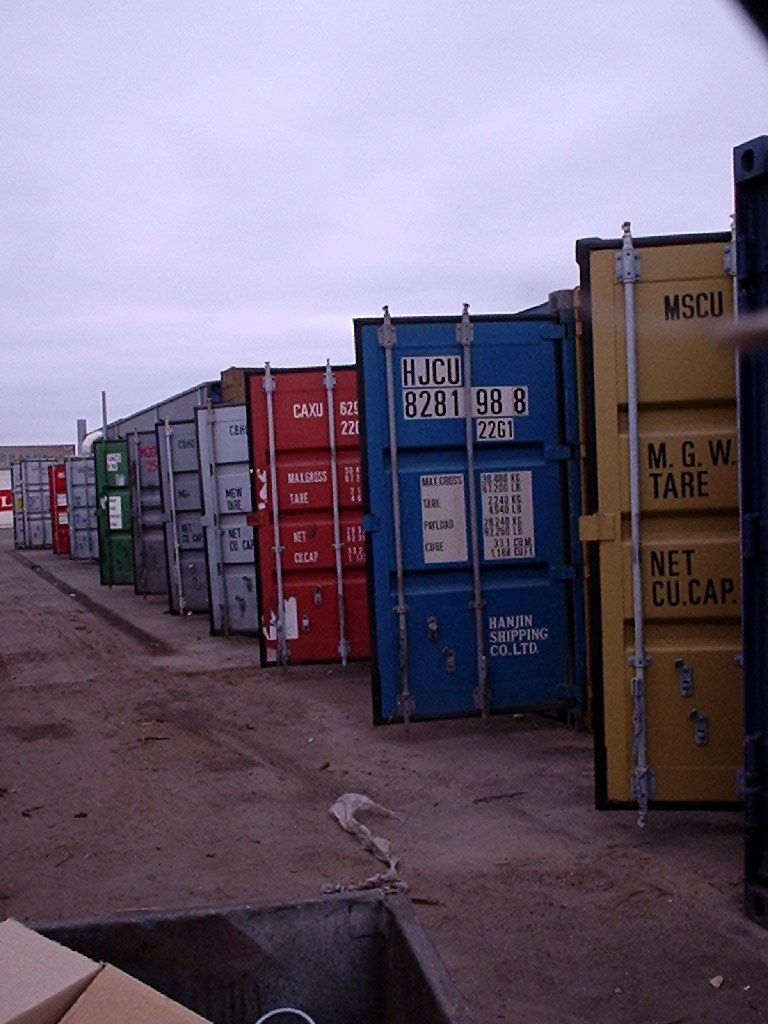
各種のコードがマーキングされたコンテナ。

ISO 6346とは、海上コンテナの管理用コード付与、識別、表示に用いられる国際規格である。本規格は、統一された固体の規格であるISO 668に基づいて製造された海上コンテナに対して付す、所有者用コード＋固有のシリアル番号＋チェックディジット用からなる11桁の識別コード（Identification Code）が全ての基本となる。そのほかに、2桁または3桁で構成された国籍コード（Country code, 近年は未記載も多数あり）、サイズ用コード2桁＋使用用途や装備品カテゴリ用コード2桁を組み合わせた、4桁の構造区分コード（Size and type codes）などを用いて視覚的識別情報を付与している。
本規格体系は国際コンテナ協会（International Container Bureau, BIC）により管理される。さらに補佐的に容積や重量情報の他、背高告知・危険物種類・欧州鉄道認可などの多岐にわたる、各種の「表示マーク」を付与するものである。
見た目は単調なアルファベットと数字の組み合わせながらも、個々のコンテナの詳細な稼動情報は無論、修理歴や検査時期などのいわゆる「寿命管理」にも利用されるので、これらの表示が成立していないと世界的または広範囲でのインターモーダル輸送は事実上、不可能となるほど重要な仕組である。これは現代社会において、大型トラックから10円チョコに至るまでのあらゆる商品個々に付随し、品質管理から売り上げ情報管理までに使われている「バーコード」と同様の仕組みである。

## 識別コード

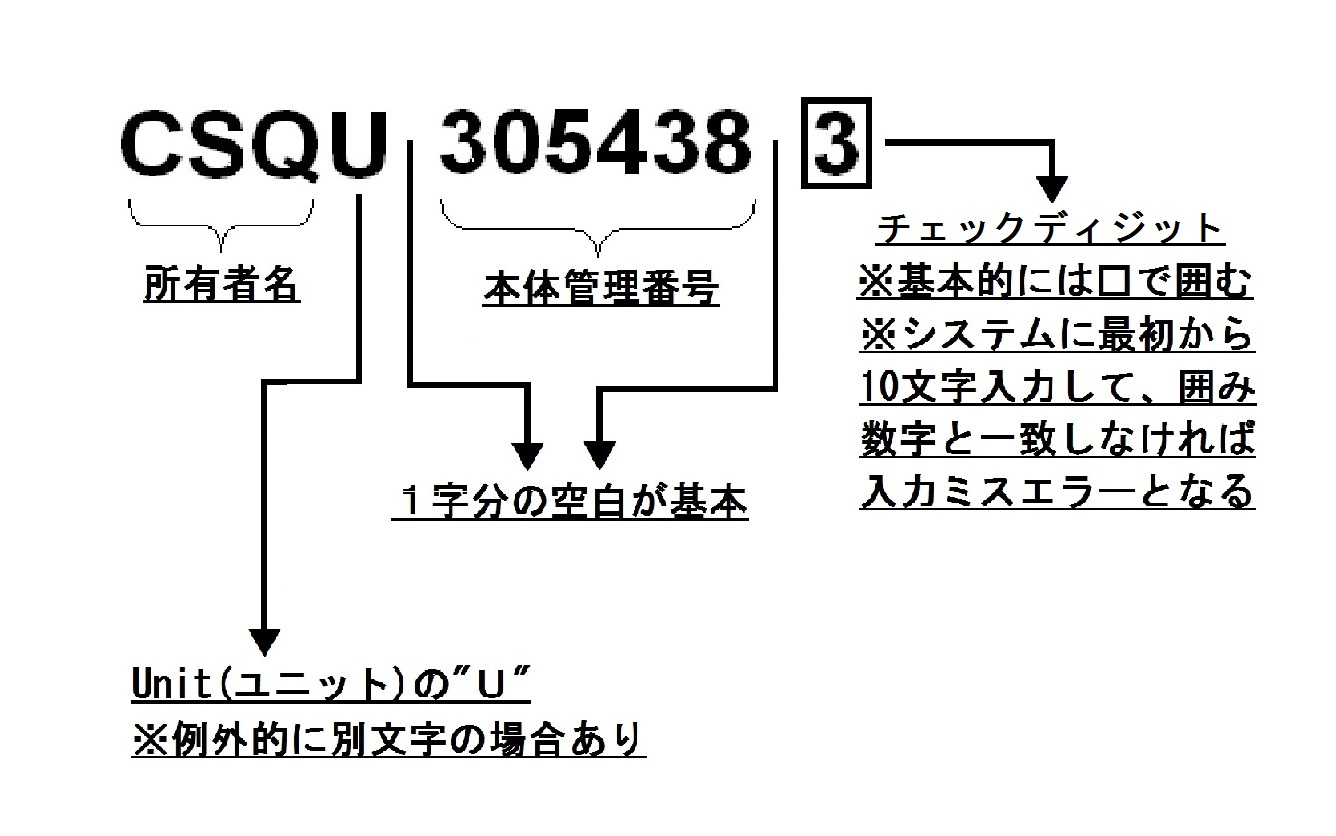

- 最初の3文字（オーナーコード）：所有者を表す登録されたアルファベット 3文字。例のCSQはハパックロイドを指す。
- 続く1文字：アルファベット「U」Unitの頭文字。※例外的に別文字例もある。
- 続く6文字：所有者が独自につける6桁の数字
- 続く1文字：コンピュータ用チェック・デジット 1桁の数字

## 構造区分コード

### 1987年改定表
1987年改定コードはISO 6346:1984に基づき、日本ではJIS Z 1615:1987（制定年月日1972年3月21日、改定年月日1987年3月15日）として制定された。
このコードは一例として、例えば「 JP 2210 」のようにアルファベット2文字と、数字4桁で構成されている。アルファベット2文字は、#国籍コードで割り当てられた国籍コードであり、コンテナ本体への記載が義務付けられていた。なおJPは（ 日本 ）を表す。また一例でのJPに続く数字4桁（ 2210 ）部分のうち、#数字4桁中の前部2桁一覧表により一例での（ 22 ）部分をコンテナの大まかな種類を示す（ 種類コード ）として示し、#数字4桁中の後部2桁一覧表により一例での（ 10 ）部分を、コンテナの種類毎に更に細分化した（ 形式コード ）として示す。例えば、あるコンテナを種類コードで先ず（タンクコンテナ）という種類に分類し、その分類された個々の（タンクコンテナ）を更に（普通品用途）又は、（危険品用途）等に形式コードで細分化して、必要なニーズに的確且つ敏速に対応出来る様にしておけば、商機を逃がさず投資したコンテナの稼働率も上がり、更には事故や違法行為を未然に防ぐ事が出来る。
種類コード一覧表内に出てくるグースネックトンネル（単にグースネックとも言う）とは、コンテナ本体の底の部分に存在してトレーラーなどに積載した時に、シャーシ前側の突起と組み合わせるための細長い窪みのことを指す。別名、トンネルリセスとも言う。

#### 数字4桁中の前部2桁一覧表
| 種類コード | 長さ        | 高さ             | グースネックトンネル | 画像例 |
| ---------- | ----------- | ---------------- | -------------------- | ------ |
| 10         | 10 フィート | 2,438 mm         | 無                   |        |
| 12         | 10 フィート | 2,591 mm         | 無                   |        |
| 18         | 10 フィート | 1,295 – 2,438 mm | (有)・(無)を問わず   |        |
| 20         | 20 フィート | 2,438 mm         | 無                   | 20T6   |
| 21         | 20 フィート | 2,438 mm         | 有                   |        |
| 22         | 20 フィート | 2,591 mm         | 無                   | 2210   |
| 23         | 20 フィート | 2,591 mm         | 有                   | 2351   |
| 24         | 20 フィート | 2,591 mm 以上    | 無                   |        |
| 25         | 20 フィート | 2,591 mm 以上    | 有                   | 25G1   |
| 26         | 20 フィート | 1,219 – 1,295 mm | 無                   | 2650   |
| 27         | 20 フィート | 1,219 – 1,295 mm | 有                   |        |
| 28         | 20 フィート | 1,295 – 2,438 mm | (有)・(無)を問わず   | 2876   |
| 29         | 20 フィート | 1,219 mm 以下    | (有)・(無)を問わず   | 2960   |
| 40         | 40 フィート | 2,438 mm         | 無                   | 40S1   |
| 41         | 40 フィート | 2,438 mm         | 有                   |        |
| 42         | 40 フィート | 2,591 mm         | 無                   | 42B6   |
| 43         | 40 フィート | 2,591 mm         | 有                   | 4361   |
| 44         | 40 フィート | 2,591 mm 以上    | 無                   | 4410   |
| 45         | 40 フィート | 2,591 mm 以上    | 有                   | 45G1   |
| 46         | 40 フィート | 1,219 mm         | 無                   |        |
| 47         | 40 フィート | 1,219 mm         | 有                   |        |
| 48         | 40 フィート | 1,295 – 2,438 mm | (有)・(無)を問わず   | 48T9   |
| 49         | 40 フィート | 1,219 mm 以下    | (有)・(無)を問わず   | 49P0   |

#### 数字4桁中の後部2桁一覧表
| 形式コード | 種類                                                                                       | 詳細 | 画像例                                         |
| ---------- | ------------------------------------------------------------------------------------------ | --- | ---------------------------------------------- |
| 00         | ドライ・コンテナ（簡易通風孔なしの一般用途）                                               | 片妻または両妻開き。                                                                                           | JP 2000 JP 2200                                |
| 01         | ドライ・コンテナ（簡易通風孔なしの一般用途）                                               | 片妻または両妻開き、さらに長手方向の片側または両側全面開き。 【例外事例】                                      | JP 2201                                        |
| 02         | ドライ・コンテナ（簡易通風孔なしの一般用途）                                               | 片妻または両妻開き、さらに長手方向の片側または両側一部開き。                                                   | JP 2202 JP 4302 JP 4302                        |
| 03         | ドライ・コンテナ（簡易通風孔なしの一般用途）                                               | 片妻または長手方向の両側開きかつ、段積強度のある屋根部位も開く。                                               |                                                |
| 04         | ドライ・コンテナ（簡易通風孔なしの一般用途）                                               | 片妻または長手方向の両側開き、または、両側のみ開きかつ、いずれの場合も段積強度のある屋根部位も開く。           |                                                |
| 05         | ドライ・コンテナ（簡易通風孔なしの一般用途）                                               | 本来は予備コードであるが、現状では長手方向の片側開きとして流通している。                                       | US 2205                                        |
| 06 – 09    | ドライ・コンテナ（簡易通風孔なしの一般用途）                                               | 予備コード。（割当なし）                                                                                       |                                                |
| 10         | ドライ・コンテナ（上部に簡易通風孔付きの一般用途）                                         | コンテナ全長1 mあたりの通気面積が、25 cm2未満。                                                                | JP 2210 JP 4310                                |
| 11         | ドライ・コンテナ（上部に簡易通風孔付きの一般用途）                                         | コンテナ全長1 mあたりの通気面積が、25 cm2以上。                                                                |                                                |
| 12         | ドライ・コンテナ（上部に簡易通風孔付きの一般用途）                                         | 予備コード。（割当なし）                                                                                       |                                                |
| 13         | ベンチレーター・コンテナ（通風孔付きの通風専用用途）                                       | コンテナ側面に上下部の一方部又は両方部又は、側面全体部の通風孔付きで、いずれの場合でも機械なしの自然換気方式。 |                                                |
| 14         | ベンチレーター・コンテナ（通風孔付きの通風専用用途）                                       | 予備コード。（割当なし）                                                                                       |                                                |
| 15         | ベンチレーター・コンテナ（通風孔付きの通風専用用途）                                       | 内部に換気用の機械付。                                                                                         |                                                |
| 16         | ベンチレーター・コンテナ（通風孔付きの通風専用用途）                                       | 予備コード。（割当なし）                                                                                       |                                                |
| 17         | ベンチレーター・コンテナ（通風孔付きの通風専用用途）                                       | 外部に換気用の機械付。                                                                                         |                                                |
| 18・19     | ベンチレーター・コンテナ（通風孔付きの通風専用用途）                                       | 予備コード。（割当なし）                                                                                       |                                                |
| 20         | バルク、ホッパ・コンテナ（箱型の非加圧排出式容器で、乾燥した粉末又は、粒状のバラ積み用途） | 密閉式。 |                                                |
| 21         | バルク、ホッパ・コンテナ（箱型の非加圧排出式容器で、乾燥した粉末又は、粒状のバラ積み用途） | 通気装置式。                                                                                                   |                                                |
| 22         | バルク、ホッパ・コンテナ（箱型の非加圧排出式容器で、乾燥した粉末又は、粒状のバラ積み用途） | 換気装置式。                                                                                                   |                                                |
| 23         | バルク、ホッパ・コンテナ（箱型の非加圧排出式容器で、乾燥した粉末又は、粒状のバラ積み用途） | 機密式。 |                                                |
| 24         | バルク、ホッパ・コンテナ（箱型の非加圧排出式容器で、乾燥した粉末又は、粒状のバラ積み用途） | 予備コード。（割当なし）                                                                                       |                                                |
| 25         | 特殊貨物用コンテナ（特殊用途）                                                             | 動物用。（ペン・コンテナ）                                                                                     |                                                |
| 26         | 特殊貨物用コンテナ（特殊用途）                                                             | 自動車用（カーラック）及び、バイク類。                                                                         | JP 2826                                        |
| 27 – 29    | 特殊貨物用コンテナ（特殊用途）                                                             | 予備コード。（割当なし）                                                                                       |                                                |
| 30         | リーファー・コンテナ（冷凍、加温用途）                                                     | 機械なし冷凍専用。（各種冷媒又は、保冷材投入式で外気温度が+38度時に、庫内は-18度の温度維持条件付）             |                                                |
| 31         | リーファー・コンテナ（冷凍、加温用途）                                                     | 機械付冷凍専用。（外気温度が+38度時に、庫内は-18度の温度維持条件付）                                           |                                                |
| 32         | リーファー・コンテナ（冷凍、加温用途）                                                     | 機械付冷凍・加温両用。（外気温度が+38度時又は、-20度時に、庫内は-18度又は、+16度の温度維持条件付）             | JP 2232 JP 2232 JP 4332 JP 4532                |
| 33         | リーファー・コンテナ（冷凍、加温用途）                                                     | 機械付加温専用。（外気温度が-20度時に、庫内は+16度の温度維持条件付）                                           |                                                |
| 34 – 38    | リーファー・コンテナ（冷凍、加温用途）                                                     | 予備コード。（割当なし）                                                                                       |                                                |
| 39         | リーファー・コンテナ（冷凍、加温用途）                                                     | ※本来は予備コードの割り当てであるが、現状では予備機を含む2組の冷凍機械付として流通している。                   | JP 2239 ( FRONT／前側 ) JP 2239 ( REAR／後側 ) |
| 40         | ポートホール型、リーファー・コンテナ（冷凍・加温用途で、専用の機械は外付け脱着式）         | コンテナ本体の熱貫流率Ｋ【Ｗ／（cm2℃）】は、0.4以下。                                                          | IT 2040 NZ 2040                                |
| 41         | ポートホール型、リーファー・コンテナ（冷凍・加温用途で、専用の機械は外付け脱着式）         | コンテナ本体の熱貫流率Ｋ【Ｗ／（cm2℃）】は、0.4以下。                                                          |                                                |
| 42         | ポートホール型、リーファー・コンテナ（冷凍・加温用途で、専用の機械は外付け脱着式）         | コンテナ本体の熱貫流率Ｋ【Ｗ／（cm2℃）】は、0.7以下。                                                          |                                                |
| 43・44     | ポートホール型、リーファー・コンテナ（冷凍・加温用途で、専用の機械は外付け脱着式）         | 予備コード。（割当なし）                                                                                       |                                                |
| 45         | サーマル・コンテナ（冷蔵・保温用途）                                                       | コンテナ本体の熱貫流率Ｋ【Ｗ／（cm2℃）】は、0.4以下。                                                          |                                                |
| 46         | サーマル・コンテナ（冷蔵・保温用途）                                                       | コンテナ本体の熱貫流率Ｋ【Ｗ／（cm2℃）】は、0.7以下。                                                          |                                                |
| 47 – 49    | サーマル・コンテナ（冷蔵・保温用途）                                                       | 予備コード。（割当なし）                                                                                       |                                                |
| 50         | オープン・トップ・コンテナ（箱型で固定した屋根なし・無蓋構造）                             | 片妻または両妻開き。                                                                                           | NO 2650                                        |
| 51         | オープン・トップ・コンテナ（箱型で固定した屋根なし・無蓋構造）                             | 片妻または両妻開き、さらに扉上部はり（カマチ）は着脱式。                                                       | JP 2251 JP 2851 JP 4351                        |
| 52         | オープン・トップ・コンテナ（箱型で固定した屋根なし・無蓋構造）                             | 片妻または両妻開き、さらに長手方向の片側または、両側開き。                                                     |                                                |
| 53         | オープン・トップ・コンテナ（箱型で固定した屋根なし・無蓋構造）                             | 片妻または両妻開き、さらに長手方向の片側または、両側開きで扉上部はり（カマチ）は、着脱式。                     |                                                |
| 54 – 59    | オープン・トップ・コンテナ（箱型で固定した屋根なし・無蓋構造）                             | 予備コード。（割当なし）                                                                                       |                                                |
| 60         | プラットホーム、フラットベッド・コンテナ（土台となる床だけの構造）                         | 規格はJIS Z1625（国際大型プラットホームコンテナ）に準ずる。                                                    | DK 2960                                        |
| 61         | フラット・ラック・コンテナ（固定妻壁構造）                                                 | 固定した妻壁構造。                                                                                             | JP 2261 JP 4361                                |
| 62         | フラット・ラック・コンテナ（固定妻壁構造）                                                 | 全て独立した固定隅柱構造。                                                                                     | JP 2262                                        |
| 63         | 開放型コンテナ（折りたたみ構造）                                                           | 妻壁折りたたみ式。                                                                                             | CH 2263 US 4363                                |
| 64         | 開放型コンテナ（折りたたみ構造）                                                           | 独立した隅柱の折りたたみ式。                                                                                   | PA 2264 US 4364                                |
| 65         | 開放型コンテナ （上けた <カマチ> 固定構造）                                                | 固定された屋根付。                                                                                             | JP 2265                                        |
| 66         | 開放型コンテナ （上けた <カマチ> 固定構造）                                                | 固定された屋根無し。                                                                                           |                                                |
| 67         | 開放型コンテナ （上けた <カマチ> 固定構造）                                                | 固定された屋根および、妻壁無し。                                                                               |                                                |
| 68・69     | 開放型コンテナ （上けた <カマチ> 固定構造）                                                | 予備コード。（割当なし）                                                                                       |                                                |
| 70         | タンク・コンテナ（液体、気体用途）                                                         | 液体、気体非危険物。（最大圧力条件付）                                                                         | JP 2070                                        |
| 71         | タンク・コンテナ（液体、気体用途）                                                         | 液体、気体非危険物。（最大圧力条件付）                                                                         | JP 2071                                        |
| 72         | タンク・コンテナ（液体、気体用途）                                                         | 液体、気体非危険物。（最大圧力条件付）                                                                         | JP 2272 2272 [ 注 7 ]                          |
| 73         | タンク・コンテナ（液体、気体用途）                                                         | 液体、気体危険物。（最大圧力条件付）                                                                           | JP 2273                                        |
| 74         | タンク・コンテナ（液体、気体用途）                                                         | 液体、気体危険物。（最大圧力条件付）                                                                           | JP 2274                                        |
| 75         | タンク・コンテナ（液体、気体用途）                                                         | 液体、気体危険物。（最大圧力条件付）                                                                           | JP 2275 [ 注 8 ]                               |
| 76         | タンク・コンテナ（液体、気体用途）                                                         | 液体、気体危険物。（最大圧力条件付）                                                                           | JP 2276                                        |
| 77         | タンク・コンテナ（液体、気体用途）                                                         | 液体、気体危険物。（最大圧力条件付）                                                                           | JXX 2277 [ 注 9 ]                              |
| 78         | タンク・コンテナ（液体、気体用途）                                                         | 液体、気体危険物。（最大圧力条件付）                                                                           | US 2078 JP 2278 JP 4278                        |
| 79         | タンク・コンテナ（液体、気体用途）                                                         | 本来は予備コードであるが、現状ではガス輸送用として流通している。                                               | NL 2079                                        |
| 80         | ホッパ・コンテナ（箱型の容器で、乾燥した粉末又は、粒状のバラ積み用途）                     | 密閉式ホッパ型。                                                                                               | JXX 2080 JP 2280                               |
| 81         | ホッパ・コンテナ（箱型の容器で、乾燥した粉末又は、粒状のバラ積み用途）                     | 通気装置式ホッパ型。                                                                                           |                                                |
| 82         | ホッパ・コンテナ（箱型の容器で、乾燥した粉末又は、粒状のバラ積み用途）                     | 換気装置式ホッパ型。                                                                                           |                                                |
| 83         | ホッパ・コンテナ（箱型の容器で、乾燥した粉末又は、粒状のバラ積み用途）                     | 気密式ホッパ型。                                                                                               |                                                |
| 84         | ホッパ・コンテナ（箱型の容器で、乾燥した粉末又は、粒状のバラ積み用途）                     | 予備コード。（割当なし）                                                                                       |                                                |
| 85         | バルク・コンテナ（丸型タンク体の容器で、乾燥した粉末又は、粒状のバラ積み用途）             | 平置き状態での加圧式。（最大圧力条件付）                                                                       |                                                |
| 86         | バルク・コンテナ（丸型タンク体の容器で、乾燥した粉末又は、粒状のバラ積み用途）             | 平置き状態での加圧式。（最大圧力条件付）                                                                       |                                                |
| 87         | バルク・コンテナ（丸型タンク体の容器で、乾燥した粉末又は、粒状のバラ積み用途）             | ダンプupでの加圧式。（最大圧力条件付）                                                                         |                                                |
| 88         | バルク・コンテナ（丸型タンク体の容器で、乾燥した粉末又は、粒状のバラ積み用途）             | ダンプupでの加圧式。（最大圧力条件付）                                                                         | JP 2288                                        |
| 89         | バルク・コンテナ（丸型タンク体の容器で、乾燥した粉末又は、粒状のバラ積み用途）             | 予備コード。（割当なし）                                                                                       |                                                |

### 1995年改定表
1995年改定コードは、国際ISO規格のISO 6346:1995（発行年月日1995年11月23日）に準拠したもので、1987年改定表のうち形式コードの部分を置き換えている。また国籍コードについては、画像のように記載のものと、同じ所有者でも未記載のものが混在しており、近年新しく製作されたコンテナは未記載がほとんどである。
新しい形式コードは、前回改定後の技術革新と、世界的に広がった物流事情の大きな変化により段積み時のコンテナ強度ランクの区分け等による、アルファベット1文字と数字1桁の組み合わせ又は、従来より強度が低下したコンテナ専用に付与する（）内で示す2文字アルファベットの組み合わせの新設で、前回より更に細分化された。また近年の細かい改変で、バルクコンテナ及び、タンクコンテナにおいて容器内部の圧力規制値の細分化などの影響で、バルクコンテナを示す従来の「 B 」記号による10種類から「 N 」記号による10種類据え置き及び、タンクコンテナを示す従来の「 T 」記号による12種類から「 K 」記号による、10種類への再編に移行している。
| 形式コード                        | 種類 | 詳細 | 画像例                                                 |
| --------------------------------- | --- | --- | ------------------------------------------------------ |
| G0（GA ※1）                       | ドライ・コンテナ（一般用途）                                                                                 | 簡易通風孔無し、片妻または両妻開き。 | 12G0 45G0                                              |
| G1（GB）                          | ドライ・コンテナ（一般用途）                                                                                 | 上部に簡易通風孔付き、片妻または両妻開き。 | 20G1 22G1 22G1 [ 注 11 ] 25G1 42G1 45G1 L6G1 [ 注 12 ] |
| G2（GD）                          | ドライ・コンテナ（一般用途）                                                                                 | 片妻または両妻開き、さらに長手方向の片側または両側全面開き。 | 22G2 [ 注 13 ] 25G2 [ 注 14 ]                          |
| G3（GG）                          | ドライ・コンテナ（一般用途）                                                                                 | 片妻または両妻開き、さらに長手方向の片側または両側一部開き。 | 45G3                                                   |
| G4（GJ）                          | ドライ・コンテナ（一般用途）                                                                                 | 現状では、未分類特殊構造（G9）コードへの割り当てに匹敵する様な、各種の特殊仕様へ割り当てられている。 | 22G4                                                   |
| G5 – G8 （GM・GV・GW・GX）        | ドライ・コンテナ（一般用途）                                                                                 | 予備コード |                                                        |
| G9（GY）                          | ドライ・コンテナ（一般用途）                                                                                 | 未分類特殊構造に「当面」付番されるコード。 一例として（ハンガー）、（ドライ、バルク兼用）、（その他特殊用途）。 | 20G9 [ 注 15 ] 22G9 [ 注 16 ]                          |
| V0（VA）                          | ベンチレーター・コンテナ（通風孔付き通風用途）                                                               | コンテナ側面に上下部の一方部又は両方部又は、側面全体部の通風孔付きで、いずれの場合でも機械なしの自然換気方式。 | 22V0 [ 注 17 ]                                         |
| V1（VB）                          | ベンチレーター・コンテナ（通風孔付き通風用途）                                                               | 予備コード |                                                        |
| V2（VD）                          | ベンチレーター・コンテナ（通風孔付き通風用途）                                                               | コンテナ内部に換気用機械を設置した、強制換気方式。 |                                                        |
| V3（VG）                          | ベンチレーター・コンテナ（通風孔付き通風用途）                                                               | 予備コード |                                                        |
| V4（VJ）                          | ベンチレーター・コンテナ（通風孔付き通風用途）                                                               | コンテナ外部に換気用機械を設置した、強制換気方式。 |                                                        |
| V5 – V8（VM・VV・VW・VX）         | ベンチレーター・コンテナ（通風孔付き通風用途）                                                               | 予備コード |                                                        |
| V9（VY）                          | ベンチレーター・コンテナ（通風孔付き通風用途）                                                               | 未分類特殊構造に「当面」付番されるコード。 |                                                        |
| ※2 B0（BA）                       | バルク、ホッパ・コンテナ（乾燥ばら積み用途）                                                                 | 箱形 ・ 非加圧式、排出構造。 | 22B0 22B0                                              |
| B1（BB）                          | バルク、ホッパ・コンテナ（乾燥ばら積み用途）                                                                 | ホッパ・サイロ形 ・ 非加圧式、排出構造。 |                                                        |
| B2（BD）                          | バルク、ホッパ・コンテナ（乾燥ばら積み用途）                                                                 | ハードトップ形 ・ 強制反転式、自然落下排出構造。ある意味横長のタッパ状の構造を備えて、鉱山から掘り出した鉱物のバラ積み輸送用として流通している。 積荷の排出方法は、専用の逆Ｕ字形スプレッダ装置でコンテナの両端側を掴み、半回転又は一回転させて自然に落下させる。 |                                                        |
| B3（BG）                          | バルク、ホッパ・コンテナ（乾燥ばら積み用途）                                                                 | 非加圧式、後部小窓排出構造。 |                                                        |
| B4（BJ）                          | バルク、ホッパ・コンテナ（乾燥ばら積み用途）                                                                 | タンク形 ・ 非加圧式、排出構造。 |                                                        |
| B5（BM）                          | バルク、ホッパ・コンテナ（乾燥ばら積み用途）                                                                 | 詳細不明 |                                                        |
| B6（BV）                          | バルク、ホッパ・コンテナ（乾燥ばら積み用途）                                                                 | | 42B6 42B6                                              |
| B7（BW）                          | バルク、ホッパ・コンテナ（乾燥ばら積み用途）                                                                 | タンク形 ・ 加圧式、排出構造。 | 22B7                                                   |
| B8（BX）                          | バルク、ホッパ・コンテナ（乾燥ばら積み用途）                                                                 | 詳細不明 |                                                        |
| B9（BY）                          | バルク、ホッパ・コンテナ（乾燥ばら積み用途）                                                                 | 非加圧式、側面側からの排出構造。 |                                                        |
| N0（NA）                          | バルク、ホッパ・コンテナ（乾燥ばら積み用途）                                                                 | ホッパ形 ・ 加圧式、垂直排出構造。 |                                                        |
| N1（NB）                          | バルク、ホッパ・コンテナ（乾燥ばら積み用途）                                                                 | ホッパ形 ・ 加圧式、後部面側からの排出構造。 |                                                        |
| N2（ND）                          | バルク、ホッパ・コンテナ（乾燥ばら積み用途）                                                                 | 予備コード |                                                        |
| N3（NG）                          | バルク、ホッパ・コンテナ（乾燥ばら積み用途）                                                                 | 非加圧式、垂直排出構造。 |                                                        |
| N4（NJ）                          | バルク、ホッパ・コンテナ（乾燥ばら積み用途）                                                                 | 非加圧式、側面側からの排出構造。 |                                                        |
| N5（NM）                          | バルク、ホッパ・コンテナ（乾燥ばら積み用途）                                                                 | 非加圧式、前面部側からの排出構造。 |                                                        |
| N6（NV）                          | バルク、ホッパ・コンテナ（乾燥ばら積み用途）                                                                 | 予備コード |                                                        |
| N7（NW）                          | バルク、ホッパ・コンテナ（乾燥ばら積み用途）                                                                 | 加圧式、垂直排出構造。 |                                                        |
| N8（NX）                          | バルク、ホッパ・コンテナ（乾燥ばら積み用途）                                                                 | 加圧式、側面側からの排出構造。 |                                                        |
| N9（NY）                          | バルク、ホッパ・コンテナ（乾燥ばら積み用途）                                                                 | 加圧式、前面部側からの排出構造。 |                                                        |
| S0（SA）                          | 特定貨物コンテナ（特殊用途）                                                                                 | 動物・家畜用（ペンコンテナ）。 |                                                        |
| S1（SB）                          | 特定貨物コンテナ（特殊用途）                                                                                 | 自動車 ・ バス ・ トラック類用。 | 40S1 [ 注 18 ]                                         |
| S2（SD）                          | 特定貨物コンテナ（特殊用途）                                                                                 | 鮮魚輸送用。 |                                                        |
| S3（SG）                          | 特定貨物コンテナ（特殊用途）                                                                                 | 発電専用。 | 22S3 [ 注 20 ]                                         |
| S4 – S8（SJ・SM・SV・SW・SX）     | 特定貨物コンテナ（特殊用途）                                                                                 | 予備コード |                                                        |
| S9（SY）                          | 特定貨物コンテナ（特殊用途）                                                                                 | 未分類特殊構造に「当面」付番されるコード。 |                                                        |
| R0（RA）                          | リーファー・コンテナ（冷凍、加温用途）                                                                       | 機械式、冷凍専用型。 |                                                        |
| R1（RB）                          | リーファー・コンテナ（冷凍、加温用途）                                                                       | 機械式、冷凍・加温両用型。 | 12R1 22R1 22R1 [ 注 22 ] 25R1 42R1 45R1 45R1           |
| R2（RD）                          | リーファー・コンテナ（冷凍、加温用途）                                                                       | 機械式、冷蔵・加温両用型。 |                                                        |
| R3 – R8（RG・RJ・RM・RV・RW・RX） | リーファー・コンテナ（冷凍、加温用途）                                                                       | 予備コード |                                                        |
| R9（RY）                          | リーファー・コンテナ（冷凍、加温用途）                                                                       | 未分類特殊構造に「当面」付番されるコード。 |                                                        |
| H0（HA）                          | サーマル・コンテナ（保冷、保温用途）                                                                         | 外付けの取り外し可能な機器で保冷および/または加熱し、熱伝達係数K = 0.4 W以下。 |                                                        |
| H1（HB）                          | サーマル・コンテナ（保冷、保温用途）                                                                         | 保冷および/または取り外し可能な機器を内蔵。 |                                                        |
| H2（HD）                          | サーマル・コンテナ（保冷、保温用途）                                                                         | 外付けの取り外し可能な機器で冷蔵および/または加熱し、熱伝達係数K = 0.7 W以下。 |                                                        |
| H3 ・ H4（HG・HJ）                | サーマル・コンテナ（保冷、保温用途）                                                                         | 詳細不明 |                                                        |
| H5（HM）                          | サーマル・コンテナ（保冷、保温用途）                                                                         | 機械なし保冷（各種冷媒投入式）、熱伝達係数K = 0.4 W以下。 | 22H5 45H5                                              |
| H6（HV）                          | サーマル・コンテナ（保冷、保温用途）                                                                         | 機械なし保冷（各種冷媒投入式）、熱伝達係数K = 0.7 W以下。 |                                                        |
| H7 ・ H8（HW・HX）                | サーマル・コンテナ（保冷、保温用途）                                                                         | 予備コード |                                                        |
| H9（HY）                          | サーマル・コンテナ（保冷、保温用途）                                                                         | 未分類特殊構造に「当面」付番されるコード。 |                                                        |
| U0（UA）                          | オープン・トップ・コンテナ（箱型で屋根板無し無蓋構造）又は、（箱型で屋根板有り且つ、屋根板の吊上げ取外し式） | 現状としては屋根板無し無蓋構造及び、段積強度のある屋根開き（屋根板の吊上げ取外し式）が混在している。 扉上部はり（カマチ）はいずれも固定式。 |                                                        |
| U1（UB）                          | オープン・トップ・コンテナ（箱型で屋根板無し無蓋構造）又は、（箱型で屋根板有り且つ、屋根板の吊上げ取外し式） | 片妻または両妻開き、さらに扉上部はり（カマチ）は着脱式。 | 22U1 [ 注 23 ] 42U1 42U1 42U1 45U1                     |
| U2（UD）                          | オープン・トップ・コンテナ（箱型で屋根板無し無蓋構造）又は、（箱型で屋根板有り且つ、屋根板の吊上げ取外し式） | 片妻または両妻開き、さらに片側または両側に扉が備わっている。 妻扉上部のはり（カマチ）は、着脱式または固定式。 | 20U2                                                   |
| U3 – U5（UG・UJ・UM）             | オープン・トップ・コンテナ（箱型で屋根板無し無蓋構造）又は、（箱型で屋根板有り且つ、屋根板の吊上げ取外し式） | 詳細不明 |                                                        |
| U6（UV）                          | オープン・トップ・コンテナ（箱型で屋根板無し無蓋構造）又は、（箱型で屋根板有り且つ、屋根板の吊上げ取外し式） | 段積強度のある屋根開き（屋根板の吊上げ取外し式）。 さらに扉上部はり（カマチ）は着脱式。 | 22U6 [ 注 24 ] 45U6                                    |
| U7・U8（UW・UX）                  | オープン・トップ・コンテナ（箱型で屋根板無し無蓋構造）又は、（箱型で屋根板有り且つ、屋根板の吊上げ取外し式） | 予備コード |                                                        |
| U9（UY）                          | オープン・トップ・コンテナ（箱型で屋根板無し無蓋構造）又は、（箱型で屋根板有り且つ、屋根板の吊上げ取外し式） | コイル輸送用。 未分類特殊構造に「当面」付番されるコード。 |                                                        |
| P0（PA）                          | 開放型コンテナ（各種構造）                                                                                   | プラットホーム、フラットベッド・コンテナ (土台となる床だけの構造)。 | 22P0 49PO                                              |
| P1（PB）                          | 開放型コンテナ（各種構造）                                                                                   | フラットラック・両妻壁固定。 | 42P1 45P1 45P1                                         |
| P2（PD）                          | 開放型コンテナ（各種構造）                                                                                   | フラットラック・隅柱独立固定。 |                                                        |
| P3（PG）                          | 開放型コンテナ（各種構造）                                                                                   | フラットラック・両妻壁折たたみ式。 | 22P3 22P3 40P3 42P3 42P3                               |
| P4（PJ）                          | 開放型コンテナ（各種構造）                                                                                   | フラットラック・折たたみ式の独立した隅柱。 | 42P4                                                   |
| P5（PM）                          | 開放型コンテナ（各種構造）                                                                                   | 全体が骨格を基本とした構造。 |                                                        |
| P6（PV）                          | 開放型コンテナ（各種構造）                                                                                   | 【特定貨物】 「船舶部品（ギア (曖昧さ回避)）」輸送用。 |                                                        |
| P7（PW）                          | 開放型コンテナ（各種構造）                                                                                   | 【特定貨物】 「車」輸送用。 |                                                        |
| P8（PX）                          | 開放型コンテナ（各種構造）                                                                                   | 【特定貨物】 「木材・パイプ」輸送用。 | 45P8                                                   |
| P9（PY）                          | 開放型コンテナ（各種構造）                                                                                   | 【特定貨物】 「コイル」輸送用。 未分類特殊構造に「当面」付番されるコード。 |                                                        |
| ※3 T0                             | タンク・コンテナ（液体・気体用途）                                                                           | 液体。 | 22T0                                                   |
| T1                                | タンク・コンテナ（液体・気体用途）                                                                           | 非危険物液体。 |                                                        |
| T2                                | タンク・コンテナ（液体・気体用途）                                                                           | 非危険物。 |                                                        |
| T3                                | タンク・コンテナ（液体・気体用途）                                                                           | 危険物用。 | 20T3                                                   |
| T4                                | タンク・コンテナ（液体・気体用途）                                                                           | 詳細不明 | 22T4                                                   |
| T5                                | タンク・コンテナ（液体・気体用途）                                                                           | 危険物液体。 |                                                        |
| T6                                | タンク・コンテナ（液体・気体用途）                                                                           | 危険物液体。 | 12T6 20T6 20T6 22T6 22T6 22T6                          |
| T7                                | タンク・コンテナ（液体・気体用途）                                                                           | 危険物液体。 | 22T7                                                   |
| T8                                | タンク・コンテナ（液体・気体用途）                                                                           | 非危険物気体（ガス）。 | 22T8                                                   |
| T9                                | タンク・コンテナ（液体・気体用途）                                                                           | 危険物気体（ガス）。 | 20T9 22T9 28T9 [ 注 26 ] 48T9 [ 注 27 ]                |
| TD ※4                             | タンク・コンテナ（液体・気体用途）                                                                           | 特定危険物液体 。 | 22TD                                                   |
| TG ※4                             | タンク・コンテナ（液体・気体用途）                                                                           | 特定非危険気体類（ガス）。 | 20TG 42TG                                              |
| K0（KA）                          | タンク・コンテナ（液体・気体用途）                                                                           | 非危険物液体。 |                                                        |
| K1（KB）                          | タンク・コンテナ（液体・気体用途）                                                                           | 危険物液体（最大圧力は、2.65気圧以下）。 |                                                        |
| K2（KD）                          | タンク・コンテナ（液体・気体用途）                                                                           | 危険物 ・ 非危険物液体（最大圧力は、2.65気圧以上で10気圧以下）。 |                                                        |
| K3（KG）                          | タンク・コンテナ（液体・気体用途）                                                                           | 危険物液体（最大圧力は、10気圧以上）。 |                                                        |
| K4（KJ）                          | タンク・コンテナ（液体・気体用途）                                                                           | 制御管理用の電源を必要とする、非危険物液体。 |                                                        |
| K5（KM）                          | タンク・コンテナ（液体・気体用途）                                                                           | 制御管理用の電源を必要とする、危険物液体（最大圧力は、10気圧以下）。 |                                                        |
| K6（KV）                          | タンク・コンテナ（液体・気体用途）                                                                           | 制御管理用の電源を必要とする、危険物液体（最大圧力は、10気圧以上）。 |                                                        |
| K7（KW）                          | タンク・コンテナ（液体・気体用途）                                                                           | 継続する超低温管理が必要である。 |                                                        |
| K8（KX）                          | タンク・コンテナ（液体・気体用途）                                                                           | 全ての気体（ガス）。 |                                                        |
| K9（KY）                          | タンク・コンテナ（液体・気体用途）                                                                           | 未分類特殊構造に「当面」付番されるコード。 |                                                        |

- ※1……（）内で示すすべての「2文字アルファベット」の組み合わせを記したコンテナは、例えばヨーロッパなど海の無い国々の陸上間輸送（ただし、小型船による運河や一部の国での海上輸送例を含む）に関連して、低層段積み輸送や保管するなどの限られた区域事情に対応している。これにより、段積み強度を従来のコンテナより弱く設計して制作費などの低減をはかっている。このために日本を含む世界中で広く普及している大型コンテナ船の利用や、空バンプール（空コンテナのみを大量に保管する施設）などでの高層段積みは出来ない。

- ※2……記号改定により今後新造されたバルクコンテナは、新たな「 N 」記号による表記にかわる。

- ※3……記号改定により今後新造されたタンクコンテナは、新たな「 K 」記号による表記にかわる。

- ※4……タンクコンテナの複雑化に伴い、元々の割り当てであったT0 - T9割り当てによる10種類区分では対応できなくなり、例外的にアルファベット2文字の組み合わせを複数例もうけて追加していた。このために、新たに設けられた強度低下タイプ用として、従来の法則で（T0→TA・T1→TB……T9→TY・TD→？・TG→？）などの、T文字使用による変換不能混乱を避けるために、従来規格共々新たに「 K 」文字を使い10種類に縮小して再分類をはかった。

## 国籍コード
国籍コードはISO 3166に従い、アルファベット2文字が付与される。
| コード (旧３桁)   | (国名) または (地域名)                     | ２桁画像例 | ３桁画像例 |
| ----------------- | ------------------------------------------ | ---------- | ---------- |
| AD (AND)          | アンドラ                                   |            |            |
| AE                | アラブ首長国連邦                           |            | 割当なし。 |
| AF                | アフガニスタン                             |            | 割当なし。 |
| AG                | アンティグア・バーブーダ                   |            | 割当なし。 |
| AI                | アンギラ                                   |            | 割当なし。 |
| AL (ALX)          | アルバニア                                 |            |            |
| AM                | アルメニア                                 |            | 割当なし。 |
| AN (NAX)          | オランダ領アンティル                       |            |            |
| AO                | アンゴラ                                   |            | 割当なし。 |
| AQ                | 南極大陸                                   |            | 割当なし。 |
| AR (RAX)          | アルゼンチン                               |            |            |
| AS                | アメリカ領サモア                           |            | 割当なし。 |
| AT (AXX)          | オーストリア                               |            |            |
| AU (AUS)          | オーストラリア                             |            |            |
| AW                | アルバ                                     |            | 割当なし。 |
| AX                | オーランド諸島                             |            | 割当なし。 |
| AZ                | アゼルバイジャン                           |            | 割当なし。 |
| BA                | ボスニア・ヘルツェゴビナ                   |            | 割当なし。 |
| BB (BDS)          | バルバドス                                 |            |            |
| BD                | バングラデシュ                             |            | 割当なし。 |
| BE (BXX)          | ベルギー                                   |            |            |
| BF                | ブルキナ・ファソ                           |            | 割当なし。 |
| BG (BGX)          | ブルガリア                                 |            |            |
| BH                | バーレーン                                 |            | 割当なし。 |
| BI                | ブルンジ                                   |            | 割当なし。 |
| BJ (DYX)          | ベナン                                     |            |            |
| BL                | サン・バルテルミー島                       |            | 割当なし。 |
| BM                | バミューダ                                 | BM2210     | 割当なし。 |
| BN (BRU)          | ブルネイ・ダルサラーム国                   |            |            |
| BO                | ボリビア                                   |            | 割当なし。 |
| BR (BRX)          | ブラジル                                   |            |            |
| BS (BSX)          | バハマ                                     |            |            |
| BT                | ブータン                                   |            | 割当なし。 |
| BV                | ブーベ島                                   |            | 割当なし。 |
| BW (RBX)          | ボツワナ                                   |            |            |
| BY                | ベラルーシ                                 |            | 割当なし。 |
| BZ (BHX)          | ベリーズ                                   |            |            |
| CA (CDN)          | カナダ                                     |            |            |
| CC                | ココス諸島                                 |            | 割当なし。 |
| CD (CGO)          | コンゴ民主共和国                           |            |            |
| CF (RCA)          | 中央アフリカ共和国                         |            |            |
| CG (RCB)          | コンゴ                                     |            |            |
| CH (CHX)          | スイス                                     |            |            |
| CI (CIX)          | コートジボワール                           |            |            |
| CK                | クック諸島                                 |            | 割当なし。 |
| CL (RCH)          | チリ                                       |            |            |
| CM                | カメルーン                                 |            | 割当なし。 |
| CN                | 中国                                       | CN22T7     | 割当なし。 |
| CO                | コロンビア                                 |            | 割当なし。 |
| CR (CRX)          | コスタリカ                                 |            |            |
| CS                | チェコスロバキア                           |            | 割当なし。 |
| CT                | 旧カントン島と、エンダーベリー島           |            | 割当なし。 |
| CU                | キューバ                                   |            | 割当なし。 |
| CV                | カーボベルデ                               |            | 割当なし。 |
| CX                | クリスマス島                               |            | 割当なし。 |
| CY (CYX)          | キプロス                                   |            |            |
| CZ                | チェコ共和国                               |            | 割当なし。 |
| DD                | 旧東ドイツ                                 |            | 割当なし。 |
| DE (DXX)          | ドイツ                                     | DE2210     |            |
| DJ                | ジブチ                                     |            | 割当なし。 |
| DK (DKX)          | デンマーク                                 |            |            |
| DM (DOM)          | ドミニカ国                                 |            |            |
| DO                | ドミニカ共和国                             |            | 割当なし。 |
| DZ (DZX)          | アルジェリア                               |            |            |
| EC (ECX)          | エクアドル                                 |            |            |
| EE                | エストニア                                 |            | 割当なし。 |
| EG (ETX)          | エジプト                                   |            |            |
| EH                | 西サハラ                                   |            | 割当なし。 |
| ER                | エリトリア                                 |            | 割当なし。 |
| ES (EXX)          | スペイン                                   |            |            |
| ET                | エチオピア                                 |            | 割当なし。 |
| FI (SFX)          | フィンランド                               |            |            |
| FJ                | フィジー                                   |            | 割当なし。 |
| FK                | フォークランド諸島                         |            | 割当なし。 |
| FM                | ミクロネシア                               |            | 割当なし。 |
| FO                | フェロー諸島                               |            | 割当なし。 |
| FR (FXX)          | フランス                                   | FR2076     | FXX 4278   |
| GA                | ガボン                                     |            | 割当なし。 |
| GB (GBX)          | イギリス                                   | GB2210     |            |
| GD (WGX)          | グレナダ                                   |            |            |
| GE                | グルジア                                   |            | 割当なし。 |
| GF                | フランス領ギアナ                           |            | 割当なし。 |
| GG (GBG)          | ガーンジー島                               |            |            |
| GH (GHX)          | ガーナ                                     |            |            |
| GI (GBZ)          | ジブラルタル                               |            |            |
| GL                | グリーンランド                             |            | 割当なし。 |
| GM (WAG)          | ガンビア                                   |            |            |
| GN                | ギニア                                     |            | 割当なし。 |
| GP                | グアドループ                               |            | 割当なし。 |
| GQ                | 赤道ギニア                                 |            | 割当なし。 |
| GR (GRX)          | ギリシャ                                   |            |            |
| GS                | サウスジョージア・サウスサンドウィッチ諸島 |            | 割当なし。 |
| GT (GCA)          | グアテマラ                                 |            |            |
| GU                | グアム                                     |            | 割当なし。 |
| GW                | ギニア                                     |            | 割当なし。 |
| GY                | ガイアナ                                   |            | 割当なし。 |
| HK (HKX)          | 香港                                       |            |            |
| HM                | ハード島とマクドナルド諸島                 |            | 割当なし。 |
| HN                | ホンジュラス                               |            | 割当なし。 |
| HR                | クロアチア                                 |            | 割当なし。 |
| HT (RHX)          | ハイチ                                     |            |            |
| HU (HXX)          | ハンガリー                                 |            |            |
| HV                | 旧オートボルタ                             |            | 割当なし。 |
| ID (RIX)          | インドネシア                               |            |            |
| IE (IRL)          | アイルランド                               |            |            |
| IL (ILX)          | イスラエル                                 |            |            |
| IM                | マン島                                     |            | 割当なし。 |
| IN (IND)          | インド                                     |            |            |
| IO                | 英領インド洋地域                           |            | 割当なし。 |
| IQ                | イラク                                     |            | 割当なし。 |
| IR (IRX)          | イラン・イスラム共和国                     | IR2210     |            |
| IS (ISX)          | アイスランド                               |            |            |
| IT (IXX)          | イタリア                                   | IT2251     |            |
| JE (GBJ)          | ジャージー                                 |            |            |
| JM (JAX)          | ジャマイカ                                 |            |            |
| JO (HKJ)          | ヨルダン                                   |            |            |
| JP (JXX)          | 日本                                       | JP4510     | JXX2080    |
| JT                | 旧ジョンストン島                           |            | 割当なし。 |
| KE (EAK)          | ケニア                                     |            |            |
| KG                | キルギスタン                               |            | 割当なし。 |
| KH (KXX)          | カンボジア                                 |            |            |
| KI                | キリバス                                   |            | 割当なし。 |
| KM                | モロ                                       |            | 割当なし。 |
| KN                | セントクリストファー・ネイビス             |            | 割当なし。 |
| KP                | 北朝鮮                                     |            | 割当なし。 |
| KR (ROK)          | 韓国                                       | KR2210     |            |
| KW                | クウェート                                 | KW2251     | 割当なし。 |
| KY                | ケイマン諸島                               |            | 割当なし。 |
| KZ                | カザフスタン                               |            | 割当なし。 |
| LA (LAO)          | ラオス人民民主共和国                       |            |            |
| LB (RLX)          | レバノン                                   |            |            |
| LC (WLX)          | セントルシア                               |            |            |
| LI                | リヒテンシュタイン                         |            | 割当なし。 |
| LK (CLX) LK (SLA) | スリランカ                                 |            |            |
| LR                | リベリア                                   | LR2277     | 割当なし。 |
| LS (LSX)          | レソト                                     |            |            |
| LT                | リトアニア                                 |            | 割当なし。 |
| LU (LXX)          | ルクセンブルク                             |            |            |
| LV                | ラトビア                                   |            | 割当なし。 |
| LY                | リビア                                     |            | 割当なし。 |
| MA (MAX)          | モロッコ                                   |            |            |
| MC (MCX)          | モナコ                                     |            |            |
| MD                | モルドバ                                   |            | 割当なし。 |
| ME                | モンテネグロ                               |            | 割当なし。 |
| MF                | サン・マルタン                             |            | 割当なし。 |
| MG (RMX)          | マダガスカル                               |            |            |
| MH                | マーシャル諸島                             |            | 割当なし。 |
| MI                | 旧ミッドウェー島                           |            | 割当なし。 |
| MK                | マケドニア                                 |            | 割当なし。 |
| ML (RMM)          | マリ                                       |            |            |
| MM (BUR)          | ミャンマー                                 |            |            |
| MN                | モンゴル                                   |            | 割当なし。 |
| MO                | マカオ                                     |            | 割当なし。 |
| MP                | 北マリアナ諸島                             |            | 割当なし。 |
| MQ                | マルティニーク                             |            | 割当なし。 |
| MR                | モーリタニア                               |            | 割当なし。 |
| MS                | モントセラト                               |            | 割当なし。 |
| MT (MXX)          | マルタ                                     |            |            |
| MU (MSX)          | モーリシャス                               |            |            |
| MV                | モルディブ                                 |            | 割当なし。 |
| MW (MWX)          | マラウィ                                   |            |            |
| MX (MEX)          | メキシコ                                   |            |            |
| MY (PTM)          | マレーシア                                 |            |            |
| MZ                | モザンビーク                               |            | 割当なし。 |
| NA                | ナミビア                                   |            | 割当なし。 |
| NC                | ニューカレドニア                           |            | 割当なし。 |
| NE (NIG)          | ニジェール                                 |            |            |
| NF                | ノーフォーク島                             |            | 割当なし。 |
| NG (WAN)          | ナイジェリア                               |            |            |
| NI (NIC)          | ニカラグア                                 |            |            |
| NL (NLX)          | オランダ                                   | NL2232     |            |
| NO (NXX)          | ノルウェー                                 | NO2650     |            |
| NP                | ネパール                                   |            | 割当なし。 |
| NQ                | 旧ドローニング モード ランド               |            | 割当なし。 |
| NR                | ナウル                                     |            | 割当なし。 |
| NU                | ニウエ                                     |            | 割当なし。 |
| NZ (NZX)          | ニュージーランド                           | NZ2040     |            |
| OM                | オマーン                                   |            | 割当なし。 |
| PA                | パナマ                                     | PA2210     | 割当なし。 |
| PE (PEX)          | ペルー                                     |            |            |
| PF                | フランス領ポリネシア                       |            | 割当なし。 |
| PG                | パプアニューギニア                         |            | 割当なし。 |
| PH (PIX)          | フィリピン                                 |            |            |
| PK (PAK)          | パキスタン                                 |            |            |
| PL (PLX)          | ポーランド                                 |            |            |
| PM                | サンピエール島・ミクロン島                 |            | 割当なし。 |
| PN                | ピトケアン                                 |            | 割当なし。 |
| PR                | プエルトリコ                               |            | 割当なし。 |
| PS                | パレスチナ                                 |            | 割当なし。 |
| PT (PXX)          | ポルトガル                                 |            |            |
| PU                | 旧アメリカ領太平洋諸島                     |            | 割当なし。 |
| PW                | パラオ                                     |            | 割当なし。 |
| PY (PYX)          | パラグアイ                                 |            |            |
| QA                | カタール                                   |            | 割当なし。 |
| RE                | レユニオン                                 |            | 割当なし。 |
| RO (RXX)          | ルーマニア                                 |            |            |
| RS                | セルビア                                   |            | 割当なし。 |
| RU                | ロシア連邦                                 | RU2210     |            |
| RW (RWA)          | ルワンダ                                   |            |            |
| SA                | サウジアラビア                             |            | 割当なし。 |
| SB                | ソロモン諸島                               |            | 割当なし。 |
| SC (SYX)          | セイシェル                                 |            |            |
| SD                | スーダン                                   |            | 割当なし。 |
| SE (SXX)          | スウェーデン                               | SE2210     |            |
| SG (SGP)          | シンガポール                               | SG2210     |            |
| SH                | セントヘレナ                               |            | 割当なし。 |
| SI                | スロベニア                                 |            | 割当なし。 |
| SJ                | スバールバル諸島・ヤンマイエン島           |            | 割当なし。 |
| SK                | スロバキア                                 |            | 割当なし。 |
| SL (WAL)          | シエラレオネ                               |            |            |
| SM (RSM)          | サンマリノ                                 |            |            |
| SN (SNX)          | セネガル                                   |            |            |
| SO                | ソマリア                                   |            | 割当なし。 |
| SR (SME)          | スリナム                                   |            |            |
| ST                | サントメ・プリンシペ                       |            | 割当なし。 |
| SU (SUX)          | ソ連                                       | SU2210     | SUX2010    |
| SV                | エルサルバドル                             |            | 割当なし。 |
| SY (SYR)          | シリア・アラブ共和国                       |            |            |
| SZ (SDX)          | スワジランド                               |            |            |
| TC                | タークス・カイコス諸島                     |            | 割当なし。 |
| TD                | チャド                                     |            | 割当なし。 |
| TF                | フランス領南方・南極地域                   |            | 割当なし。 |
| TG (TGX)          | トーゴ                                     |            |            |
| TH (TXX)          | タイ                                       |            |            |
| TJ                | タジキスタン                               |            | 割当なし。 |
| TK                | トケラウ諸島                               |            | 割当なし。 |
| TL                | ティモール                                 |            | 割当なし。 |
| TM                | トルクメニスタン                           |            | 割当なし。 |
| TN (TNX)          | チュニジア                                 |            |            |
| TO                | トンガ                                     |            | 割当なし。 |
| TP                | 東ティモール                               |            | 割当なし。 |
| TR (TRX)          | トルコ                                     |            |            |
| TT (TTX)          | トリニダード・トバゴ                       |            |            |
| TV                | ツバル                                     |            | 割当なし。 |
| TW (RCX)          | 台湾                                       | TW2210     |            |
| TZ (EAT) TZ (EAZ) | タンザニア                                 |            |            |
| UA                | ウクライナ                                 |            | 割当なし。 |
| UG (EAU)          | ウガンダ                                   |            |            |
| UM                | 合衆国領有小離島                           |            | 割当なし。 |
| US (USA)          | アメリカ合衆国                             | US2210     |            |
| UY (UXX)          | ウルグアイ                                 |            |            |
| UZ                | ウズベキスタン                             | UZ2010     | 割当なし。 |
| VA (VXX)          | バチカン                                   |            |            |
| VC (WVX)          | セントビンセント・グレナディーン           |            |            |
| VE (YVX)          | ベネズエラ                                 |            |            |
| VG                | 英領バージン諸島                           |            | 割当なし。 |
| VI                | アメリカ領ヴァージン諸島                   |            | 割当なし。 |
| VN (VNX)          | ベトナム                                   |            |            |
| VU                | バヌアツ                                   |            | 割当なし。 |
| WF                | ワリス・フテュナ諸島                       |            | 割当なし。 |
| WK                | 旧ウェーク島                               |            | 割当なし。 |
| WS                | 西サモア                                   |            | 割当なし。 |
| YD                | 南イエメン                                 |            | 割当なし。 |
| YE （ADN）        | イエメン                                   |            |            |
| YT                | マヨット島                                 |            | 割当なし。 |
| YU (YUX)          | ユーゴスラビア                             |            |            |
| ZA (ZAX)          | 南アフリカ                                 |            |            |
| ZM (RNR)          | ザンビア                                   |            |            |
| ZR                | ザイール                                   |            | 割当なし。 |
| ZW (RSR)          | ジンバブエ                                 |            |            |
| コード (旧３桁)   | (国名) または (地域名)                     | ２桁画像例 | ３桁画像例 |

### 特殊事情での旧、３桁国コード割り当て地名一覧表
| コード (国名)          | 特殊事情内容                             | ３桁画像例 |
| ---------------------- | ---------------------------------------- | ---------- |
| CSX (チェコスロバキア) | チェコ共和国と、スロバキア国に分離消滅。 |            |
| GBA (オルダニー島)     | 新方式での2桁割り当てはなし。            |            |
| WSX (サモア)           | 新方式での2桁割り当てはなし。            |            |